# Tropidurus pinima
Espèce
Synonymes
- Tapinurus pinima Rodrigues, 1984

Tropidurus pinima est une espèce de sauriens de la famille des Tropiduridae.

## Répartition
Cette espèce est endémique de Bahia au Brésil.

## Publication originale
- Rodrigues, 1984 : Sobre Platynotus Wagler, 1830, pré-ocupado substituido por Tapinurus Amaral, 1933, com a descripcao de uma nova especie (Sauria, Iguanidae). Papeis Avulsos De Zoologia (Sao Paulo), vol. 35, p. 367-373.